# Jardins da Parede
Jardins da Parede é um bairro da vila da Parede, Município de Cascais.
A urbanização situa-se no limite ocidental da União das Freguesias de Carcavelos e Parede, junto a São Pedro do Estoril. A atual urbanização compõe-se de vários edifícios de apartamentos de oito pisos com um total de 2000 fogos, espaços comerciais e de serviços e espaços verdes.

A área hoje urbanizada veio substituir terrenos baldios e o bairro da Quinta da Tainha, um dos dois bairros de habitação precária da freguesia. O recenseamento do PER no antigo bairro identificou 162 barracas nas quais residiam 212 agregados familiares.